# Mihu Antin
Mihu Antin este pseudonimul scriitorului Mihai Constantin (n. 13 aprilie 1947, București - d. 18 octombrie 1993, București).

## Biografie
A absolvit șapte clase elementare plus trei profesionale.
A fost atras de literatura științifico-fantastică și este un talentat caricaturist.
Mihai Constantin a fost prezent la 25 iulie 1969 la „Tehnic-Club” (Calea Șerban Vodă nr.213, sector 5, București), când a fost înființat primul cenaclu SF de amatori din România. Inițial, acesta a fost numit „cenaclul S.F. de pe lângă clubul MM” (adică „2000” în cifre romane), apoi „cenaclul SF” iar în 1973 Adrian Rogoz i-a dat numele de „Solaris”.

## Lucrări
- 1968 - Restul n-a fost tăcere
- 1971 - Întoarcerea lui King Kong
- 1972 - Dialog necunoscut
- 1973 - Labirintul timpului
- 1974 - Un oltean în Lună (CPSF 462, 15 februarie)
- 1974 - Alt dialog necunoscut

### Prezent în antologii
- Alfa - O antologie a literaturii de anticipație românești, Editura Scrisul Românesc, Craiova, 1983. Mihu Antin apare cu Dialog necunoscut și Alt dialog necunoscut.

## Legături externe
- Mihu Antin la isfdb.org